# Primnoa pacifica
Primnoa pacifica är en korallart som beskrevs av Sôichirô Kinoshita 1907. Primnoa pacifica ingår i släktet Primnoa och familjen Primnoidae. Inga underarter finns listade i Catalogue of Life.